# Eleições estaduais no Espírito Santo em 1958
As eleições estaduais no Espírito Santo em 1958 ocorreram em 3 de outubro como parte das eleições gerais .no Distrito Federal, em 20 estados e nos territórios federais do Acre, Amapá, Rondônia e Roraima. Foram eleitos o governador Carlos Lindenberg, o vice-governador Raul Giuberti e o senador Jefferson de Aguiar, além de sete deputados federais e trinta e dois estaduais.
Nascido em Cachoeiro de Itapemirim e formado na Universidade Federal do Rio de Janeiro, o advogado Carlos Lindenberg tem em seus tios, Jerônimo Monteiro e Bernardino Monteiro, as referências que o fizeram ingressar na política sendo eleito deputado federal em 1933. Membro da Assembleia Nacional Constituinte responsável pela Constituição de 1934, reelegeu-se no ano em questão e antes fora vice-presidente da Associação Comercial do Espírito Santo. Durante o governo João Punaro Bley ocupou a Secretaria de Fazenda e a Secretaria de Agricultura antes de ser nomeado diretor da Junta de Conciliação e Julgamento em Vitória em 1941. Após o fim do Estado Novo foi eleito deputado federal pelo PSD em 1945, ajudou a elaborar a Carta Magna de 1946, conquistou o Palácio Anchieta em 1947 e elegeu-se senador em 1950 antes de regressar ao governo capixaba em 1958.
Nascido em Colatina e formado na Universidade Federal do Estado do Rio de Janeiro, o médico Raul Giuberti exerceu a profissão em sua cidade natal sendo eleito vereador em 1950 e prefeito em 1954 antes de conseguir o mandato de vice-governador pelo PSP em 1958.
Ressalte-se que a renúncia do governador e seu vice-governador para disputar as eleições de 1962 levou o deputado Hélsio Cordeiro ao governo estadual numa passagem rápida até que a Assembleia Legislativa do Espírito Santo elegesse Asdrúbal Soares, cuja passagem pelo Executivo se encerraria em 31 de janeiro de 1963. Formado em engenharia civil na Universidade Federal do Rio de Janeiro, foi nomeado prefeito de Vitória em 1930 exercendo o cargo por três anos e em 1933 foi secretário de Agricultura no governo João Punaro Bley. Eleito deputado federal em 1934, perdeu o mandato por conta do Estado Novo e dividiu-se entre o trabalho numa firma de engenharia e dirigiu os jornais O Estado e A Tribuna. Membro do Clube de Engenharia e do Instituto Histórico e Geográfico do Espírito Santo e presidente da Espírito Santo Centrais Elétricas, foi eleito deputado federal via PSD em 1945 e voltou à política como governador capixaba.
Advogado natural de Vitória e diplomado na Universidade Federal do Rio de Janeiro, Jefferson de Aguiar foi promotor de justiça interino, presidente da IV Junta de Conciliação e Julgamento e procurador do município na capital capixaba, exercendo este último cargo também em Vila Velha, além de prestar consultoria ao Banco de Crédito Agrícola do Espírito Santo. Sobrinho de Aristeu Aguiar, governador deposto pela Revolução de 1930, elegeu-se deputado estadual em 1950, deputado federal em 1954 e senador em 1958, sempre filiado ao PSD.

## Resultado da eleição para governador
Conforme o Tribunal Superior Eleitoral houve 206.331 votos nominais (93,34%), 11.098 votos em branco (5,02%) e 3.616 votos nulos (1,64%) resultando no comparecimento de 221.045 eleitores.
| Candidatos a governador do estado | Candidatos a vice-governador | Número | Coligação                      | Votação | Percentual |
| --------------------------------- | ---------------------------- | ------ | ------------------------------ | ------- | ---------- |
| Carlos Lindenberg PSD             | Ver abaixo -                 | -      | Nome não disponível (PSD, PSP) | 97.624  | 47,32%     |
| Eurico Resende UDN                | Ver abaixo -                 | -      | Aliança Democrática (UDN, PRP) | 54.619  | 26,47%     |
| Floriano Rubim PTB                | Ver abaixo -                 | -      | PTB (sem coligação)            | 54.088  | 26,21%     |

## Resultado da eleição para vice-governador
Conforme o Tribunal Superior Eleitoral houve 188.101 votos nominais (85,10%), 29.268 votos em branco (13,24%) e 3.676 votos nulos (1,66%) resultando no comparecimento de 221.045 eleitores.
| Candidatos a vice-governador | Candidatos a governador do estado | Número | Coligação                      | Votação | Percentual |
| ---------------------------- | --------------------------------- | ------ | ------------------------------ | ------- | ---------- |
| Raul Giuberti PSP            | Ver acima -                       | -      | Nome não disponível (PSD, PSP) | 96.986  | 51,56%     |
| Arnaldo Pinto de Andrade PTB | Ver acima -                       | -      | PTB (sem coligação)            | 48.902  | 26,00%     |
| Archilau Vivacqua UDN        | Ver acima -                       | -      | Aliança Democrática (UDN, PRP) | 42.213  | 22,44%     |

## Resultado da eleição para senador
Conforme o Tribunal Superior Eleitoral houve 193.135 votos nominais (87,37%), 21.666 votos em branco (9,80%) e 6.244 votos nulos (2,83%) resultando no comparecimento de 221.045 eleitores.
| Candidatos a senador da República | Primeiro suplente de senador | Número | Coligação                      | Votação | Percentual |
| --------------------------------- | ---------------------------- | ------ | ------------------------------ | ------- | ---------- |
| Jefferson de Aguiar PSD           | Ver abaixo -                 | -      | PSD (sem coligação)            | 87.921  | 45,52%     |
| José Antônio do Amaral PTB        | Ver abaixo -                 | -      | PTB (sem coligação)            | 50.023  | 25,90%     |
| Ponciano Santos PRP               | Ver abaixo -                 | -      | Aliança Democrática (UDN, PRP) | 45.365  | 23,49%     |
| Wilson Cunha PSB                  | Ver abaixo -                 | -      | PSB (sem coligação)            | 9.826   | 5,09%      |

## Resultado da eleição para suplente de senador
Conforme o Tribunal Superior Eleitoral houve 154.544 votos nominais (69,92%), 47.355 votos em branco (21,42%) e 19.146 votos nulos (8,66%) resultando no comparecimento de 221.045 eleitores.
| Primeiro suplente de senador | Candidatos a senador da República | Número | Coligação                      | Votação | Percentual |
| ---------------------------- | --------------------------------- | ------ | ------------------------------ | ------- | ---------- |
| Messias Chaves PSD           | Ver acima -                       | -      | PSD (sem coligação)            | 76.271  | 49,35%     |
| Manoel Alves de Siqueira PTB | Ver acima -                       | -      | PTB (sem coligação)            | 41.212  | 26,67%     |
| Djalma Eloy Hees PRP         | Ver acima -                       | -      | Aliança Democrática (UDN, PRP) | 31.921  | 20,65%     |
| Abido Sandi PSB              | Ver acima -                       | -      | PSB (sem coligação)            | 5.140   | 3,33%      |

## Deputados federais eleitos
São relacionados os candidatos eleitos com informações complementares da Câmara dos Deputados. Foram apurados 199.948 votos válidos (90,45%), 18.516 votos em branco (8,38%) e 2.581 votos nulos (1,17%) resultando no comparecimento de 221.045 eleitores.

Representação eleita
  PSD: 3
  PTB: 2
  UDN: 1
  PRP: 1

| Deputados federais eleitos | Partido | Votação | Percentual | Cidade onde nasceu      | Unidade federativa |
| Dirceu Cardoso             | PSD     | 25.804  | 11,81%     | Miracema                | Rio de Janeiro     |
| Nelson Monteiro            | PSD     | 17.546  | 8,03%      | Rio de Janeiro          | Distrito Federal   |
| Napoleão Fontenele         | PSD     | 17.534  | 8,03%      | Viçosa do Ceará         | Ceará              |
| Bagueira Leal              | UDN     | 16.476  | 7,54%      | Cachoeiro de Itapemirim | Espírito Santo     |
| Osvaldo Zanello            | PRP     | 15.943  | 7,30%      | Ribeirão Preto          | São Paulo          |
| Ramon de Oliveira Neto     | PTB     | 13.905  | 6,36%      | Alegre                  | Espírito Santo     |
| Rubens Rangel              | PTB     | 13.481  | 6,17%      | São Fidélis             | Rio de Janeiro     |

## Deputados estaduais eleitos
Estavam em jogo 32 cadeiras da Assembleia Legislativa do Espírito Santo. Foram apurados 207.485 votos válidos (93,87%), 10.467 votos em branco (4,73%) e 3.093 votos nulos (1,40%) resultando no comparecimento de 221.045 eleitores.

Representação eleita
  PSD: 11
  PTB: 8
  PSP: 5
  UDN: 5
  PRP: 2
  PDC: 1

Fonteː
| Deputados estaduais eleitos      | Partido | Votação | Percentual | Cidade onde nasceu      | Unidade federativa |
| Emir de Macedo Gomes             | PSP     | 4.407   | 2,02%      | Remanso                 | Bahia              |
| Luiz Batista                     | PTB     | 4.307   | 1,98%      | Ibiraçu                 | Espírito Santo     |
| José Parente Frota               | PSD     | 4.220   | 1,94%      | Sobral                  | Ceará              |
| Jose Merçou Vieira               | PSD     | 3.821   | 1,75%      | Vitória                 | Espírito Santo     |
| Dylio Penedo                     | PSD     | 3.787   | 1,74%      | Cachoeiro de Itapemirim | Espírito Santo     |
| Alcy de Almeida                  | PTB     | 3.492   | 1,60%      | Ibiraçu                 | Espírito Santo     |
| Isaac Lopes Rubim                | PTB     | 3.137   | 1,44%      | Alegre                  | Espírito Santo     |
| Jeová Miranda Ferreira           | PSD     | 3.088   | 1,42%      | Cariacica               | Espírito Santo     |
| Sebastião Cipriano do Nascimento | UDN     | 3.055   | 1,40%      | Brejetuba               | Espírito Santo     |
| José Rodrigues de Oliveira       | PTB     | 2.938   | 1,35%      | Cariacica               | Espírito Santo     |
| Odilon Nunes Milagre             | PSD     | 2.905   | 1,33%      | São Mateus              | Espírito Santo     |
| Hilário Toniato                  | PSD     | 2.886   | 1,32%      | Itaguaçu                | Espírito Santo     |
| Djalma Sá Oliveira               | UDN     | 2.870   | 1,32%      | São Mateus              | Espírito Santo     |
| Cristiano Dias Lopes             | PSD     | 2.849   | 1,31%      | Bom Jesus do Norte      | Espírito Santo     |
| Oscar de Almeida Gama            | PSD     | 2.636   | 1,21%      | Alegre                  | Espírito Santo     |
| Mário Gurgel                     | PTB     | 2.604   | 1,19%      | Porto Velho             | Rondônia           |
| João Corsino de Freitas          | PTB     | 2.601   | 1,19%      | Ecoporanga              | Espírito Santo     |
| Jocarly Gomes Sales              | PTB     | 2.508   | 1,15%      | Exu                     | Pernambuco         |
| Danilo Monteiro de Castro        | UDN     | 2.470   | 1,13%      | Campos dos Goytacazes   | Rio de Janeiro     |
| Arsílio Caiado Ferreira          | PSD     | 2.450   | 1,12%      | Piúma                   | Espírito Santo     |
| Judite Leão Castelo Branco       | PSD     | 2.442   | 1,12%      | Serra                   | Espírito Santo     |
| José Henrique Cortat             | PSD     | 2.430   | 1,11%      | Aracruz                 | Espírito Santo     |
| Harry Freitas Barcelos           | PSP     | 2.356   | 1,08%      | Marataízes              | Espírito Santo     |
| Paulo Barros                     | UDN     | 2.334   | 1,07%      | Alegre                  | Espírito Santo     |
| Pedro Maia de Carvalho           | PSP     | 2.175   | 0,99%      | Campos dos Goytacazes   | Rio de Janeiro     |
| Evaldo Ribeiro de Castro         | PTB     | 2.159   | 0,99%      | Rio Novo do Sul         | Espírito Santo     |
| Dianor Bittencourt Pereira       | UDN     | 2.109   | 0,97%      | Santa Maria de Jetibá   | Espírito Santo     |
| Walter Bersau                    | PDC     | 2.039   | 0,94%      | Itapemirim              | Espírito Santo     |
| Geraldo Vargas Nogueira          | PSP     | 1.877   | 0,86%      | Colatina                | Espírito Santo     |
| Hélsio Cordeiro                  | PSP     | 1.840   | 0,84%      | Cachoeiro de Itapemirim | Espírito Santo     |
| Antenor Hermínio Bassini         | PRP     | 1.704   | 0,78%      | Castelo                 | Espírito Santo     |
| Jamil de Castro Zonaim           | PRP     | 1.631   | 0,75%      | Baixo Guandu            | Espírito Santo     |